# Lijst van heersers van Bourgondië

Vlag van het historische hertogdom Bourgondië

Eerste wapen van de graven van Bourgondië

Rond 1280 doet Otto IV afstand van het wapen met arend en neemt een wapen aan dat zijn toenadering tot Frankrijk onderstreept

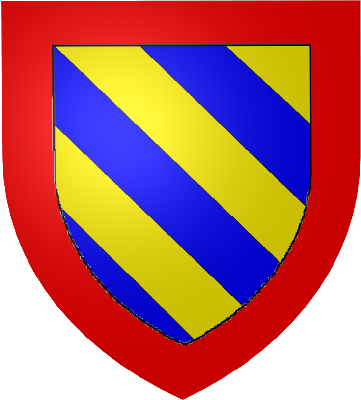
Wapen van de Capetingse hertogen van Bourgondië

Wapen van de hertogen van Valois-Bourgondië

Hier volgt een lijst van koningen, hertogen en (palts)graven van Bourgondië.

## Koningen van het "koninkrijk Bourgondië"
De eerste koningen van Bourgondië, waren heersers over de stammen der Bourgonden. Onder koning Gundomar II verloren de Bourgonden hun zelfstandigheid en werd het rijk ingenomen door Theodebert I in 534, het gebied werd een onderdeel van het Frankische rijk.
| Periode   | Naam         | Opmerking                                                                |
| --------- | ------------ | ------------------------------------------------------------------------ |
| ? - 406   | Gibikka      | Eerste bekende koning                                                    |
| 406 - 411 | Godomar      | Zoon van Gebikka                                                         |
| 406 - 436 | Gundahar     | Zoon van Gebikka                                                         |
| 436 - 470 | Gundioc      | Zoon of familielid van Gundahar                                          |
| 470 - 480 | Chilperik I  | Broer van Gundioc                                                        |
| 480 - 516 | Gundobad     | Zoon van Gundioc, regeerde samen met Chilperik II, Godegisel en Gundomar |
| 473 - 493 | Chilperik II | Zoon van Gundioc                                                         |
| 473 - 486 | Gundomar     | Zoon van Gundioc                                                         |
| 473 - 501 | Godegisel    | Zoon van Gundioc                                                         |
| 516 - 524 | Sigismund    | Zoon van Gundobad                                                        |
| 524 - 534 | Gundomar II  | Laatste koning, broer van Sigismund                                      |

## Frankisch deelrijk Bourgondië
Het Frankische deelrijk van Bourgondië ontstond na de verovering van het Bourgondische koninkrijk in 534 door de Franken en was van 561 tot de fragmentatie in de 9e eeuw, een van de drie kerngebieden van het Frankische rijk.
Eerst verdeelden de drie heersende Frankische koningen Chlotarius I, zijn broer Childebert I en hun neef Theudebert I het Bourgondische koninkrijk onderling, evenals de rest van het Frankische koninkrijk dat gefragmenteerd was onder de erfgenamen van Clovis I. Nadat Theudebert's zoon en Childebert stierven zonder mannelijk nageslacht, viel geheel Bourgogne in 558 met Chlotarius I in het hele Frankische koninkrijk.
| Periode             | Naam               | Opmerking |
| ------------------- | ------------------ | --- |
| Merovingen          |                    | |
| 534–558             | Childebert I       | Zoon van Clovis I en de Bourgondische prinses Clothilde |
| 558–561             | Chlotharius I      | Zoon van Clovis I en Clothilde |
| 561–592             | Gontram            | Zoon van Chlotarius I, koning van Bourgondië, Marseille en Arles |
| 592–595             | Childebert II      | Zoon van Sigebert I, kleinzoon van Chlotharius I, koning van Austrasië en Bourgondië als de geadopteerde en opvolgende zoon van zijn oom Gonthram |
| 596–613             | Theuderik II       | zoon van Childebert II, Koning van Bourgondië met Orléans als hoofdstad |
| 613-613             | Sigebert II        | Bastaardzoon van Theuderik II, koning van Bourgondië en van Austrasië |
| 613–629             | Chlotharius II     | Zoon van Chilperik I, Kleinzoon van Chlotarius I, koning van Neustrië en Aquitanië |
| 629–639             | Dagobert           | Oudste zoon van koning Chlotharius II |
| 639–657             | Clovis II          | Zoon van de Dagobert I, koning van Neustrië en Bourgondië |
| 657–673             | Chlotharius III    | Zoon van Clovis II, koning van Neustrië en Bourgondië. Zijn regeerperiode markeerde het definitieve einde van de volmondige Merovingische monarchie, omdat vanaf dat moment de hofmeiers (in 714 Stamvader Karel Martel van de Karolingen als opvolger van de Merovingen) de werkelijke macht gingen uitoefenden.                                                                      |
| 673-673             | Theuderich II      | Zoon van Clovis II, koning van Neustrië, Austrasië en Bourgondië, onttroont in 673, opnieuw op troon gezet in 675. Supervisie van hofmeier Ebroin |
| 673–675             | Childerik II       | Zoon van Clovis II |
| 675–691             | Theuderik III      | Opnieuw op troon gezet in 675 na overlijden childerik II, na eerder afgezet te zijn |
| 691–695             | Clovis III         | Zoon van Theuderik II, ook wel Clovis IV. De hofmeier Pepijn van Herstal oefende in zijn naam de macht uit. Vanaf koning Clovis IV begonnen de hofmeiers daadwerkelijk te regeren in 's konings naam. |
| 695–711             | Childebert III     | Zoon van Theuderik III. Zijn hofmeier, Pepijn van Herstal oefende in zijn naam de macht uit over Bourgondië. |
| 711–715             | Dagobert III       | Zoon van Childebert III, koning van Austrasië, Neustrië en Bourgondië. Echte leiding berustte bij zijn hofmeier Pepijn van Herstal tot deze in 714 overleed. Daarna regeerde de buitenechtelijke zoon van Pepijn van Herstal, Karel Martel, de stamvader van de Karolingen. |
| 715–720             | Chilperik II       | Zoon van Childerik II, koning van Neustrië en Bourgondië. Laatste Merovinger die over een zekere mate van gezag beschikte. Marionet in de handen van Karel Martel. |
| 720–737             | Theuderik IV       | Zoon van koning Dagobert III, koning Austrasië, Neustrië en Bourgondië. Werd door hofmeier Karel Martel, de eigenlijke heerser, op de troon gezet na het overlijden van koning Chilperik II. |
| Interregnum 737–743 |                    | |
| 743–751             | Childerik III      | Zoon van Chilperik II. De laatste koning van de Merovingische dynastie. De troon was al zeven jaar leeg, totdat de hofmeiers, Carloman en Pepijn de Korte (zonen van Karel Martel), in 743 besloten om Childerik als koning te erkennen. In 751 zette Pepijn de Korte hem af, om zichzelf vervolgens tot koning te kronen. Hiermee kwam een einde aan het tijdperk van de Merovingers. |
| Karolingen          |                    | |
| 751–768             | Pepijn de Korte    | Koning der Franken, was vanaf 741 hofmeier en vanaf 751 tot zijn dood de eerste koning der Franken uit het Karolingische huis. Zoon van Hofmeijer Karel Martel |
| 768–814             | Karel de Grote     | Zoon van Pepijn de Korte, Koning der Franken, Keizer Heilige Roomse rijk |
| 814–840             | Lodewijk de Vrome  | Zoon van Karel de Grote, Koning der Franken, Keizer Heilige Roomse rijk |
| 823–855             | Lotharius I        | Zoon van Lodewijk de Vrome, Koning der Franken, Keizer Heilige Roomse rijk |
| verdrag van Prüm    |                    | |
| 855–863             | Karel van Provence | Zoon van Lotharius I, na zijn dood werd Lotharius' Middenrijk onder zijn zoons verdeeld. Karel kreeg hierbij Provence, evenals gebied in Bourgondië en Arles toegewezen door het verdrag van Prüm. |

SPLITSING BOURGONDIE
Na de dood van Lodewijk de Vrome (840) werd de verdeling van het Karolingische rijk geregeld door het Verdrag van Verdun (843) onder zijn drie overlevende zonen:
- Karel de Kale verkreeg West-Francië.
- Lotharius I (de oudste) verkreeg Middenrijk
- Lodewijk de Duitser verkreeg Oost-Francië

Hierdoor wordt het Bourgondische gebied gesplitst in twee delen:
- een kleiner deel in het noordwesten in West-Francië. Dit wordt het latere hertogdom Bourgondië, ongeveer waar tegenwoordig de regio Bourgogne zich bevindt.
- een groter keizerlijk Bourgondië in het centrum, oosten en zuiden, vallend in het Middenrijk Opper-Bourgondië en Neder-Bourgondië.

Het Middenrijk werd na de dood van Lotharius I in 855 verdeeld tussen zijn zonen: Lodewijk II, Lotharius II en Karel van Provence. Karel verkreeg daarmee het middelste deel, het koninkrijk Bourgondië (ook koninkrijk Provence genoemd).
Na de dood van Karel van Provence in 863 werd het koninkrijk Bourgogne opnieuw verdeeld, maar in naam bleef het nog een tijd bestaan.
- Het lager gelegen zuidelijke deel van Bourgondië, koninkrijk Provence, (het latere graafschap Provence en Cisjuranië) ging over op zijn broer Lodewijk II van Italië (-875)
- het noorden (het latere Vrijgraafschap Bourgondië en Transjuranië) ging over naar zijn andere broer, Lotharius II (-869) koning van Lotharingen.

Zo ontstonden dus in de jaren 879-888 drie nieuwe staten die de naam 'Bourgondië' zouden dragen, waarvan twee koninkrijken en één hertogdom en werd Lotharingen toegewezen aan Oost-Francië.
Hertogdom:
- Hertogdom Bourgondië in het noordwesten (onder Richard I de Rechtsbrenger, 880); door een goede verhouding met de West-Frankische koningen Lodewijk III (-882) en Karloman II (-884), slaagde Richard I erin met hun deel van Bourgondië beleend te worden.

Koninkrijk:
- Opper-Bourgondië (of Hoog-Bourgondië), dat zich situeert in het huidige westen van Zwitserland en de France-Comté: eerst markgraafschap in de koninkrijken Midden-Francië (843-855) en Lotharingen (855-869), vanaf 888 een eigen koninkrijk. Bij de dood van keizer Karel de Dikke, in 888, koos de adel van Opper-Bourgondië markgraaf Rudolf I tot koning. De streek tussen Rhône en Saône splitste af van het West-Frankische rijk en werd het koninkrijk Burgundia Transjurana, beter bekend als koninkrijk Opper-Bourgondië (het latere Vrijgraafschap Bourgondië en Transjuranië).
- Neder-Bourgondië (in het zuiden, tot aan de oevers van de Middellandse Zee: de gebieden Provence en Cisjuranië), met de naam koninkrijk Neder-Bourgondië of "Bourgogne-Provence". Van 855 tot 863 en van 879 tot 927 was het een volledig onafhankelijk koninkrijk. In 933 ging het op in het koninkrijk Bourgondië,  Koninkrijk Arelat.

In 1033 eindigde de onafhankelijkheid van het koninkrijk en ging het titulaire koningschap (zonder echte macht) over op de Rooms-Duitse keizer.
Op het grondgebied van het koninkrijk bestonden en ontstonden verschillende semi-onafhankelijke graafschappen waaronder graafschap Bourgondië. vanaf het einde van de dertiende eeuw werd dit betwist tussen de hertogen van Bourgondië, de koningen van Frankrijk en de keizers van het Heilige Roomse Rijk. Vanaf omstreeks 1360 is er sprake van het Vrijgraafschap Bourgondië en gaat het om een allodiaal graafschap.

## Frankisch koninkrijk Bourgondië
Boso van Provence maakte gebruik van de chaos in Frankische rijk. Hij stichtte een onafhankelijk rijk, waarbij hij geen afstammeling was van Karel de Grote, zoals dat wel het geval in de omringende rijken. Hij behoorde tot de adellijke familie der Bosoniden. Nadat keizer Karel de Dikke was afgezet, verkoos de adel van Opper-Bourgondië Rudolf I in 888 tot koning. Vanaf Rudolf II omvatte het rijk ook Neder-Bourgondië en wordt ook koninkrijk Arelat genoemd.
Bij de dood van Rudolf III in 1032 brak een opvolgingsstrijd los tussen keizer Koenraad II, die door de overleden koning als erfgenaam was aangeduid, en Odo II van Blois, de rechtstreekse erfgenaam van Rudolf III. De strijd tussen de twee neven werd beslecht in het voordeel van de keizer, die het koninkrijk opneemt in het keizerrijk.
| Periode    | Naam       | Opmerking                                                       |
| ---------- | ---------- | --------------------------------------------------------------- |
| 879 - 888  | Bosso      | Zwager van Karel de Kale, eerste koning die geen Karolinger was |
| 888 - 912  | Rudolf I   | De adel van Opper-Bourgondië verkoos Rudolf in 888 tot koning   |
| 912 - 937  | Rudolf II  | Zoon van Rudolf I                                               |
| 937 - 993  | Koenraad   | Zoon van Rudolf II                                              |
| 993 - 1032 | Rudolf III | Zoon van Koenraad                                               |

## Hertogen van Bourgondië
| Periode     | Huis                         | Naam             | Opmerking |
| ----------- | ---------------------------- | ---------------- | --- |
| 918 - 921   | Bosoniden                    | Richard I        | Bijgenaamd "de rechtsbrenger". Ontvangt het hertogdom van Karel III van Frankrijk / Broer van Bosso, koning van Bourgondië. Grondlegger van het hertogdom Bourgondië |
| 921 - 936   | Bosoniden                    | Rudolf           | Zoon van Richard I / 923 tevens koning van Frankrijk |
| 936 - 952   | Bosoniden                    | Hugo de Zwarte   | Zoon van Richard I / Broer van Rudolf I, koning van Frankrijk |
| 952 - 956   | Vergy                        | Giselbert        | Schoonzoon van Richard I, vanaf 936 co-koning. Stierf zonder mannelijke erfgenamen                                                                                   |
| 956 - 965   | Robertijnen                  | Otto             | Schoonzoon van Giselbert / zoon van Hugo de Grote |
| 965 - 1002  | Robertijnen                  | Hendrik I        | Broer van Otto, stierf zonder erfgenamen |
| 1002 - 1004 | Ivrea                        | Otto Willem      | stiefzoon Hendrik I / riep zich uit tot hertog maar in 1004 geannexeerd door Frankrijk                                                                               |
| 1004 - 1031 | Capet/Oudere huis Bourgondië | Robert           | Probeerde Bourgondië onder de kroon van Frankrijk te krijgen, de adel weigerde                                                                                       |
| 1031 - 1076 | Oudere huis Bourgondië       | Robert I         | Zoon van Robert II van Frankrijk |
| 1076 - 1079 | Oudere huis Bourgondië       | Hugo I           | kleinzoon van Robert I, deed afstand om abt in Cluny te worden |
| 1079 - 1102 | Oudere huis Bourgondië       | Odo I            | Broer van Hugo I, kwam om het leven op een kruistocht |
| 1102 - 1143 | Oudere huis Bourgondië       | Hugo II          | Zoon van Odo I. bijgenaamd de vredelievende |
| 1143 - 1162 | Oudere huis Bourgondië       | Odo II           | Zoon van Hugo II, overleed op een pelgrimstocht |
| 1162 - 1192 | Oudere huis Bourgondië       | Hugo III         | Zoon van Odo II, nam deel aan de derde kruistocht |
| 1192 - 1218 | Oudere huis Bourgondië       | Odo III          | Zoon van Hugo III, nam deel aan de slag van Bouvines |
| 1218 - 1272 | Oudere huis Bourgondië       | Hugo IV          | Zoon van Odo III, nam deel aan een kruistocht |
| 1272 - 1306 | Oudere huis Bourgondië       | Robert II        | Zoon van Hugo IV |
| 1306 - 1315 | Oudere huis Bourgondië       | Hugo V           | Zoon van Robert II, overleed ongehuwd |
| 1315 - 1349 | Oudere huis Bourgondië       | Odo IV           | Zoon van Robert II, broer van Hugo V. Hij vocht mee tegen Vlaanderen en Artesië                                                                                      |
| 1349 - 1361 | Oudere huis Bourgondië       | Filips           | Kleinzoon van Odo IV, stierf aan de zwarte dood. Zijn vrouw Margaretha van Male, trouwde met Filips de Stoute                                                        |
| 1361 - 1363 | Valois                       | Jan              | Na de dood van Filips verviel het hertogdom aan de koning van Frankrijk.                                                                                             |
| 1363 - 1404 | Valois-Bourgondië            | Filips de Stoute | Zoon van Jan, die Bourgondië aan Filips schonk. |
| 1404 - 1419 | Valois-Bourgondië            | Jan zonder Vrees | Zoon van Filips de Stoute |
| 1419 - 1467 | Valois-Bourgondië            | Filips de Goede  | Zoon van Jan zonder Vrees. |
| 1467 - 1477 | Valois-Bourgondië            | Karel de Stoute  | Zoon van Filips de Goede |
| 1477 - 1482 | Valois-Bourgondië            | Maria            | Dochter van Karel de Stoute. |
| 1482        | Valois                       | Lodewijk         | Lodewijk XI van Frankrijk, annexeerde Bourgondië. |
| 1482        | Habsburg                     | Maximiliaan      | Erfgenaam van Maria, regent van Filips de Schone |
| 1482 - 1506 | Habsburg                     | Filips de Schone | Zoon van Maria, laatste vorst die Bourgondië persoonlijk regeerde |
| 1506 - 1555 | Habsburg                     | Karel V          | Zoon van Filips |
| 1555 - 1598 | Habsburg                     | Filips II        | Zoon van Karel V, slechts titulair hertog van Bourgondië |
| 1598 - 1621 | Habsburg                     | Filips III       | Zoon van Filips II van Spanje, slechts titulair hertog van Bourgondië                                                                                                |
| 1621 - 1665 | Habsburg                     | Filips IV        | Zoon van Filips III van Spanje, slechts titulair hertog van Bourgondië                                                                                               |
| 1665 - 1678 | Habsburg                     | Karel II         | Zoon van Filips IV van Spanje, slechts titulair hertog van Bourgondië                                                                                                |
| 1678 - 1682 | -                            | -                | In deze periode werd de streek Bourgondië bestuurd door Frankrijk, Lodewijk XIV                                                                                      |
| 1682 - 1711 | Bourbon                      | Lodewijk         | kleinzoon van Lodewijk XIV van Frankrijk, slechts titulair hertog van Bourgondië                                                                                     |
| 1711 - 1751 | -                            | -                | Tweede periode, bestuurd door Frankrijk, Lodewijk XV |
| 1751 - 1760 | Bourbon                      | Lodewijk         | Kleinzoon van Lodewijk XV, slechts titulair hertog van Bourgondië |

## (Palts)graven van Bourgondië (Franche-Comté)
Keizer Otto II de Grote stelde in 982 Otto Willem van Bourgondië aan tot paltsgraaf van Bourgondië.
| Naam | Periode     | Opmerkingen                          |
| --- | ----------- | ------------------------------------ |
| | 986 - 1184  | HUIS IVREA                           |
| Otto Willem | 986 - 1026  | zoon van Adelbert I van Ivrea        |
| Reinoud I | 1026 - 1057 | zoon                                 |
| Willem I de Grote | 1057 - 1087 | zoon                                 |
| Reinoud II de Grote | 1087 - 1097 | zoon                                 |
| Stefanus I | 1097 - 1102 | broer van Reinoud II                 |
| Willem II de Duitser | 1097 - 1125 | zoon van Reinoud II                  |
| Willem III het Kind | 1125 - 1127 | zoon van Willem II                   |
| Reinoud III | 1127 - 1148 | zoon van Stefanus I                  |
| Beatrix I | 1148 - 1184 | dochter van Reinoud III              |
| | 1156 - 1184 | + Frederik Barbarossa, echtgenoot    |
| | 1184 - 1231 | HUIS HOHENSTAUFEN                    |
| Frederik Barbarossa | 1184 - 1190 |                                      |
| Otto I | 1190 - 1200 | zoon                                 |
| Johanna I | 1200 - 1205 | dochter                              |
| Beatrix II | 1205 - 1231 | zuster                               |
| | 1208 - 1231 | + Otto II, echtgenoot                |
| | 1231 - 1279 | HUIS ANDECHS                         |
| Otto III | 1231 - 1248 | zoon                                 |
| Adelheid | 1248 - 1279 | zuster                               |
| | 1248 - 1266 | + Hugo van Chalon, echtgenoot        |
| | 1267 - 1279 | + Filips, tweede echtgenoot          |
| | 1279 - 1330 | HUIS IVREA                           |
| Otto IV | 1279 - 1302 | zoon                                 |
| Robert | 1302 - 1315 | zoon (titelvoerend)                  |
| Johanna II | 1315 - 1330 | zuster                               |
| | 1315 - 1322 | + Filips V van Frankrijk, echtgenoot |
| | 1330 - 1382 | HUIS CAPET                           |
| Johanna III | 1330 - 1347 | dochter                              |
| | 1330 - 1347 | + Odo IV, echtgenoot                 |
| Filips I van Bourgondië | 1347 - 1361 | kleinzoon                            |
| Margaretha van Frankrijk | 1361 - 1382 | dochter van Johanna II en Filips V   |
| | 1382 - 1477 | HUIS VALOIS-BOURGONDIË               |
| Lodewijk II van Male | 1382 - 1384 | zoon                                 |
| Margaretha van Male | 1384 - 1405 | dochter                              |
| | 1384 - 1404 | + Filips de Stoute, echtgenoot       |
| Jan zonder Vrees | 1405 - 1419 | zoon                                 |
| Filips de Goede | 1419 - 1467 | zoon                                 |
| Karel de Stoute | 1467 - 1477 | zoon                                 |
| | 1477 - 1678 | HUIS HABSBURG                        |
| Maria van Bourgondië | 1477 - 1482 | dochter                              |
| | 1477 - 1482 | + Maximiliaan I, echtgenoot          |
| Filips de Schone | 1482 - 1506 | zoon van Maria en Maximiliaan        |
| Keizer Karel V | 1506 - 1555 | zoon                                 |
| Filips II | 1555 - 1598 | zoon                                 |
| Filips III | 1598 - 1621 | zoon                                 |
| Filips IV | 1621 - 1659 | zoon                                 |
| 1659 door een verdrag, vervat in de Vrede van de Pyreneeën, lijft Lodewijk XIV van Frankrijk het vrijgraafschap Bourgondië in bij het koninkrijk Frankrijk. |             |                                      |